# Vigneux-Hocquet

Vigneux-Hocquet este o comună în departamentul Aisne din nordul Franței. În 1 ianuarie 2022 avea o populație de 266 de locuitori.